# Агульяс (національний парк)
Національний парк Агульяс (англ. Agulhas National Park) — розташований на території ПАР, на однойменній рівнині Агульяс в Західній Капській провінції у 200 км на південний схід від Кейптауна.
Парк заснований 23 вересня 1999 року та спочатку займав площу у 4 га. Наразі площа парку становить 21 га.

## Природа парку
На охоронюваних водно-болотних угіддях  перебувають 297 досліджених видів птахів, серед яких є блакитний журавель, дрохва, бекас, капський баклан, африканський пінгвін, великий фламінго та інші.
Під загрозою зникнення перебувають капський карликовий хамелеон, капська велика піщанка, земляний вовк, піщана дощова жаба.
На території парку зареєстровані близько 2500 видів рослин, у т.ч. рестієві, амариліс, Protea cynaroides.
Понад 110 видів рослин занесені до Червоної книги.

## Пам'ятки
На території парку, на мисі Агульяс, найпівденнішій частині Африці, знаходиться маяк, який почав працювати з 1 березня 1849 року та з 2016 року має статус пам’ятки міжнародної історичної будови.

## Перспективи
В лютому 2023 року було оголошено про розширення парку шляхом надання додаткової території у 2345 га. завдяки партнерству із Всесвітнім фондом природи.